# Medaliści mistrzostw świata w kolarstwie torowym – madison
Pełna lista medalistów mistrzostw świata w kolarstwie torowym w madisonie mężczyzn.

## Medaliści
| Rok i miejsce          | Złoto                                            | Srebro                                         | Brąz                                             |
| ---------------------- | ------------------------------------------------ | ---------------------------------------------- | ------------------------------------------------ |
| 1995 Bogota            | Włochy Silvio Martinello · Marco Villa           | Argentyna Gabriel Curuchet · Juan Curuchet     | Szwajcaria Bruno Risi · Kurt Betschart           |
| 1996 Manchester        | Włochy Silvio Martinello · Marco Villa           | Australia Scott McGrory · Stephen Pate         | Niemcy Andreas Kappes · Carsten Wolf             |
| 1997 Perth             | Hiszpania Joan Llaneras · Miguel Alzamora        | Włochy Silvio Martinello · Marco Villa         | Argentyna Gabriel Curuchet · Juan Curuchet       |
| 1998 Bordeaux          | Belgia Etienne De Wilde · Matthew Gilmore        | Włochy Silvio Martinello · Andrea Collinelli   | Niemcy Andreas Kappes · Stefan Steinweg          |
| 1999 Berlin            | Hiszpania Joan Llaneras · Isaac Gálvez           | Dania Jimmi Madsen · Jakob Piil                | Niemcy Andreas Kappes · Olaf Pollack             |
| 2000 Manchester        | Niemcy Erik Weispfennig · Stefan Steinweg        | Hiszpania Joan Llaneras · Isaac Gálvez         | Argentyna Juan Curuchet · Edgardo Simón          |
| 2001 Antwerpia         | Francja Jérôme Neuville · Robert Sassone         | Hiszpania Joan Llaneras · Isaac Gálvez         | Argentyna Juan Curuchet · Gabriel Curuchet       |
| 2002 Kopenhaga         | Francja Jérôme Neuville · Franck Perque          | Austria Franz Stocher · Roland Garber          | Argentyna Juan Curuchet · Edgardo Simón          |
| 2003 Stuttgart         | Szwajcaria Bruno Risi · Franco Marvulli          | Nowa Zelandia Greg Henderson · Hayden Roulston | Argentyna Juan Curuchet · Walter Pérez           |
| 2004 Melbourne         | Argentyna Juan Curuchet · Walter Pérez           | Szwajcaria Bruno Risi · Franco Marvulli        | Holandia Robert Slippens · Danny Stam            |
| 2005 Los Angeles       | Wielka Brytania Mark Cavendish · Robert Hayles   | Holandia Robert Slippens · Danny Stam          | Belgia Matthew Gilmore · Iljo Keisse             |
| 2006 Bordeaux          | Hiszpania Joan Llaneras · Isaac Gálvez           | Ukraina Lubomyr Połatajko · Wołodymyr Rybin    | Argentyna Juan Curuchet · Walter Pérez           |
| 2007 Palma de Mallorca | Szwajcaria Bruno Risi · Franco Marvulli          | Holandia Peter Schep · Danny Stam              | Czechy Alois Kaňkovský · Petr Lazar              |
| 2008 Manchester        | Wielka Brytania Mark Cavendish · Bradley Wiggins | Niemcy Roger Kluge · Olaf Pollack              | Dania Michael Mørkøv · Alex Rasmussen            |
| 2009 Pruszków          | Dania Michael Mørkøv · Alex Rasmussen            | Australia Leigh Howard · Cameron Meyer         | Czechy Martin Bláha · Jiří Hochmann              |
| 2010 Kopenhaga         | Australia Leigh Howard · Cameron Meyer           | Francja Morgan Kneisky · Christophe Riblon     | Belgia Ingmar De Poortere · Steve Schets         |
| 2011 Apeldoorn         | Australia Leigh Howard · Cameron Meyer           | Czechy Martin Bláha · Jiří Hochmann            | Holandia Peter Schep · Theo Bos                  |
| 2012 Melbourne         | Belgia Kenny De Ketele · Gijs Van Hoecke         | Wielka Brytania Ben Swift · Geraint Thomas     | Australia Leigh Howard · Cameron Meyer           |
| 2013 Mińsk             | Francja Vivien Brisse · Morgan Kneisky           | Hiszpania David Muntaner · Albert Torres       | Niemcy Henning Bommel · Theo Reinhardt           |
| 2014 Cali              | Hiszpania David Muntaner · Albert Torres         | Czechy Martin Bláha · Vojtěch Hačecký          | Szwajcaria Stefan Küng · Théry Schir             |
| 2015 Paryż             | Francja Bryan Coquard · Morgan Kneisky           | Włochy Liam Bertazzo · Elia Viviani            | Belgia Jasper De Buyst · Otto Vergaerde          |
| 2016 Londyn            | Wielka Brytania Bradley Wiggins · Mark Cavendish | Francja Benjamin Thomas · Morgan Kneisky       | Hiszpania Sebastián Mora · Albert Torres         |
| 2017 Hongkong          | Francja Benjamin Thomas · Morgan Kneisky         | Australia Cameron Meyer · Callum Scotson       | Belgia Moreno De Pauw · Kenny De Ketele          |
| 2018 Apeldoorn         | Niemcy Roger Kluge · Theo Reinhardt              | Hiszpania Albert Torres · Sebastián Mora       | Australia Cameron Meyer · Callum Scotson         |
| 2019 Pruszków          | Niemcy Roger Kluge · Theo Reinhardt              | Dania Lasse Norman Hansen · Casper von Folsach | Belgia Robbe Ghys · Kenny De Ketele              |
| 2020 Berlin            | Dania Lasse Norman Hansen · Michael Mørkøv       | Nowa Zelandia Campbell Stewart · Aaron Gate    | Niemcy Roger Kluge · Theo Reinhardt              |
| 2021 Roubaix           | Dania Lasse Norman Hansen · Michael Mørkøv       | Włochy Simone Consonni · Michele Scartezzini   | Belgia Kenny De Ketele · Robbe Ghys              |
| 2022 Montigny          | Francja Donavan Grondin · Benjamin Thomas        | Wielka Brytania Ethan Hayter · Oliver Wood     | Belgia Fabio Van Den Bossche · Lindsay De Vylder |

## Tabela medalowa
Stan po MŚ 2022
| Miejsce | Państwo         |   |   |   | Razem |
| ------- | --------------- | - | - | - | ----- |
| 1.      | Francja         | 6 | 2 | 0 | 8     |
| 2.      | Hiszpania       | 4 | 4 | 1 | 9     |
| 3.      | Dania           | 3 | 2 | 1 | 6     |
| 4.      | Wielka Brytania | 3 | 2 | 0 | 5     |
| 5.      | Niemcy          | 3 | 1 | 5 | 9     |
| 6.      | Australia       | 2 | 4 | 3 | 8     |
| 7.      | Włochy          | 2 | 4 | 0 | 6     |
| 8.      | Szwajcaria      | 2 | 1 | 2 | 5     |
| 9.      | Belgia          | 2 | 0 | 8 | 10    |
| 10.     | Argentyna       | 1 | 1 | 6 | 8     |
| 11.     | Holandia        | 0 | 2 | 2 | 4     |
| 12.     | Czechy          | 0 | 2 | 1 | 3     |
| 13.     | Austria         | 0 | 1 | 0 | 1     |
| 13.     | Nowa Zelandia   | 0 | 1 | 0 | 1     |
| 13.     | Ukraina         | 0 | 1 | 0 | 1     |